# إصلاح اللغة التركية

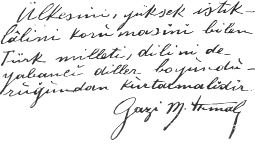
كتابة النص اللاتيني بخط مصطفى أتاتورك.

إصلاح اللغة التركية (بالتركية: Dil Devrimi)، بدأت السياسة الجديدة لكتابة اللغة التركية بتاريخ 12 يوليو 1931، وذلك بهدف تطهير التركية من التأثيرات الأجنبية، سواء من ناحية المصطلحات أو القواعد النحوية المشتقة من العربية والفارسية، حيث تصبح اللغة التركية ومفرداتها مستقلة عن العربية والفارسية وملائمة لجمهورية تركيا.

## فترة الحُكم العثماني

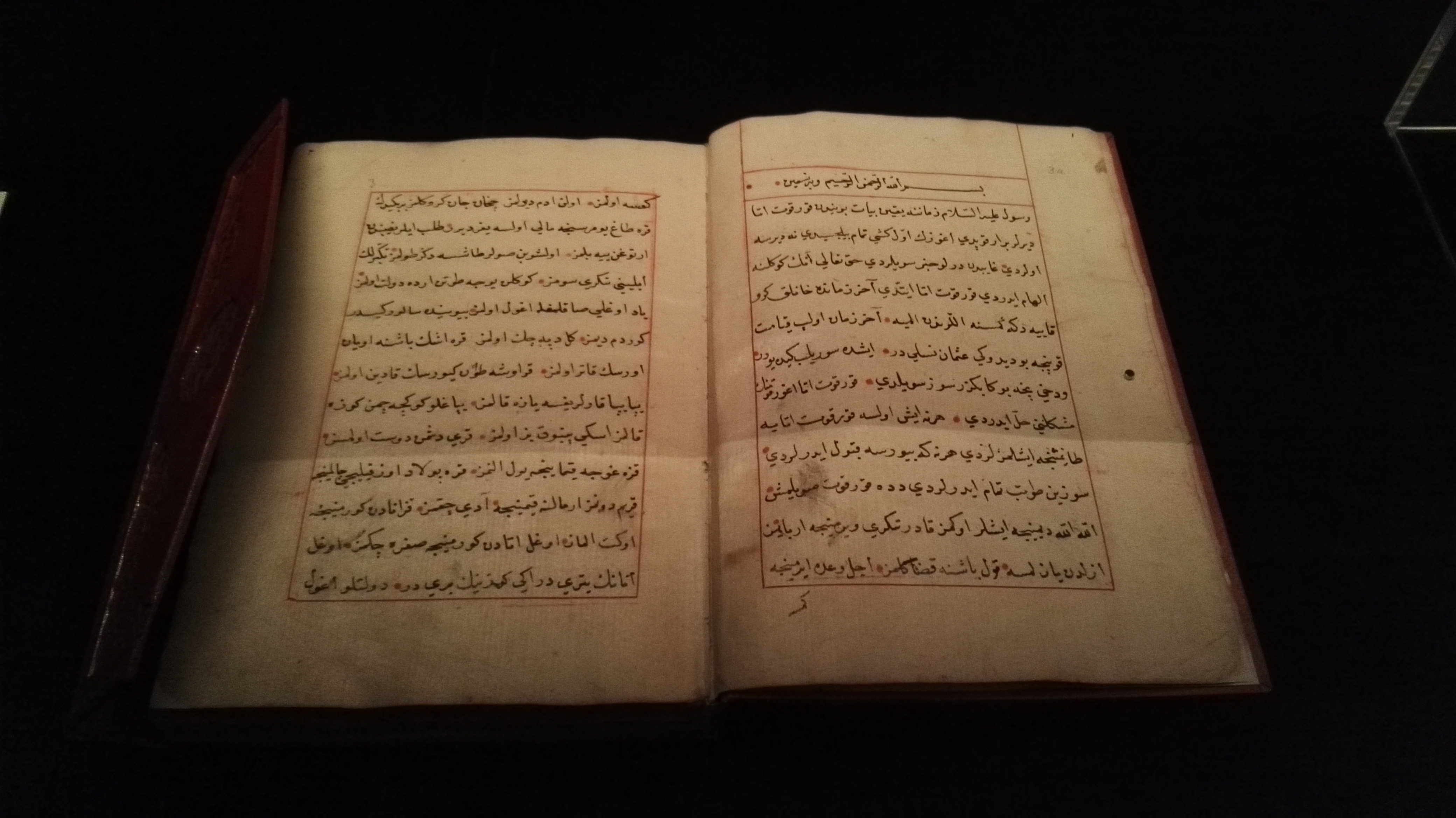
كتاب أثري مكتوب بالتركية العثمانية.

أثناء فترة الحُكم العثماني، اعتمد الأتراك المصطلحات العربية والفارسية في كتابة الأوراق والكُتب، لأن المفردات التركية لم تكن موجودة في أذهان الكُتاب، فمثلاً كلمة نار بالتركية " od "، استخدم الكُتاب الأتراك كلمة آتَش " ateş "، وآتَش مأخوذة من اللغة الفارسية، ونفس الأمر ينطبق على كلمات أخرى ذات الأصل العربي، مثل مربع و جهنم و أوراق، وغيرها، واستخدمت قواعد اللغة التركية العثمانية ذات الأصل العربي في أكثر من كتاب.
وكلمة باب عالى، وهي الكلمات المشهورة بين عامة الشعب التركي، هاتان الكلمتان مأخوذة من اللغتين، فكلمتيباب و عالى تعني الباب العالي بالعربية، فكلمة الباب ترجع لأصل عربي، وأما العالي فمأخوذة من الفارسية، حيث تم إدراج هاتين الكلمتين الجديدتين في قواميس اللغة التركية في ذلك الوقت.
لم تتمكن عامة الناس من فهم المصطلحات الأجنبية التي أدخلت بكثرة للغة التركية العثمانية، وإنما فقط الفئة المثقفة من السياسيين والإداريين والكُتاب والشعراء والمؤلفين والنحويين من فهم التركية العثمانية وتكوينها النحوي، واستطاع بعض النحويين الأتراك تبسيط بعض المصطلحات العربية، فمثلاً الكلمة العربية الرائجة " علوم طبيعية "، تم تسهيلها إلى كلمة طبيعي علملِر ( Tabii Ilimler )، فكلمة علم، مع إضافة كلمة " لـر " ، تغير إلى الجمع هكذا، " علملر ".
كانت مسألة تسهيل تعلم اللغة المكتوبة شغل بال الكثيرين من المثقفين الأتراك، وذلك منذ بدء فترة التنظيمات، وحتى خلال فترة العصر الدستوري الثاني، وهناك شخصيات شجع على هذا الأمر مثل نامق كمال وإبراهيم شيناسي وعمر سيف الدين ومحمد أمين بورداكول.
وشهد العقد الأول من القرن العشرين، ظهر جمعية الاتحاد والترقي، وبحثوا أكثر عن أصل اللغة التركية، والاستعانة بجلب كلمات تركية من آسيا الوسطى بالإضافة إلى مصطلحات أوروبية أخرى، كما استعانوا كتاب قاموس شغاتاي للمستشرق الفرنسي أبيل بافيت دي كورتاي، والذي طبعت سنة 1870، وطباعة كتاب ديوان لغة الترك عام 1917.

## فترة الجمهورية

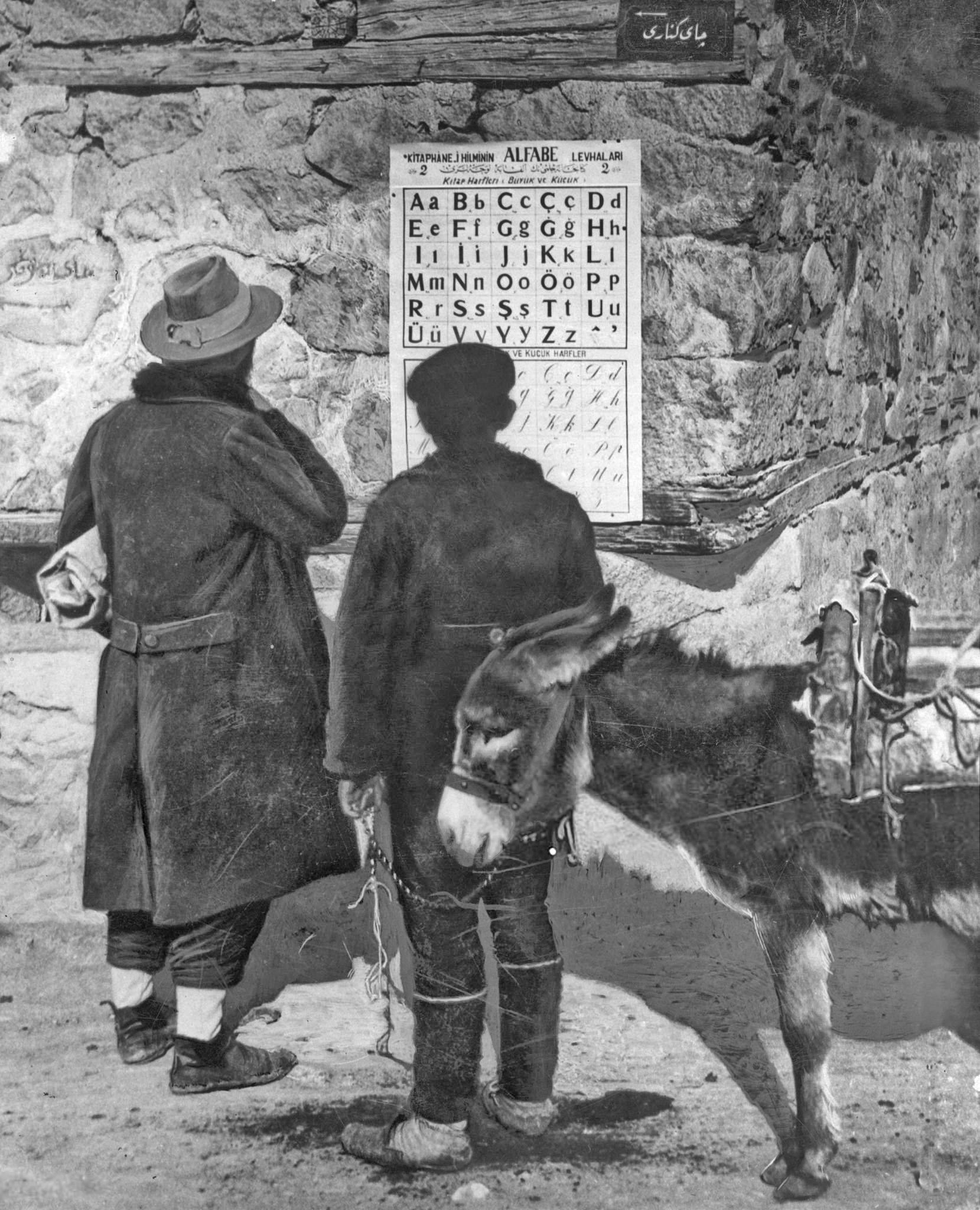
شخصان تركيان يطلعان على ملصق كتابة الأبجدية التركية أواخر شهر نوفمبر 1928.

أثناء حرب الاستقلال التركية، كانوا القوميون الأتراك تحدثوا عن مستقبل اللغة التركية وتطويرها، استمرت تركيا بكتابة الأبجدية العربية خلال الخمس السنوات الأولى من تأسيس الجمهورية التركية، وبعد قرار تحويل الأبجدية العربية إلى اللاتينية بقرار من مجلس الأمة التركي بتاريخ 1 نوفمبر 1928، بقيت المفردات العربية والفارسية كما هي مع تغيير طفيف، وبعد إنشاء مجمع اللغة التركية سنة 1932، وإلقاء الخطاب الافتتاحي للبرلمان من نفس العام، قال أتاتورك: سنضمن صعود الثقافة الوطنية من خلال فتح جميع السبل، ونتوقع من جميع منظماتنا الوطنية أن تكون حذرة وتمكين مشاركة اللغة التركية لكي تستعيد جوهرها وجمالها.
كانت أولى المهام بتغيير المفردات والمصطلحات، هي الاستعانة من كلمات تركية بديلة عن المفردات الأجنبية، حيث بدأ البحث عن هذه المفردات في أغلب المحافظات داخل تركيا، وفي غضون عام كامل، استطاع مجمع اللغة التركية بضم 35,000 كلمة جديدة، وقاموا بجمع وبحث عن كلمات تركية والمكونة من 90 ألف كلمة، قدموا اقتراحات عديدة للبحث عن كلمات بديلة الأكثر استخداماً في اللهجات المحلية بديلاً عن الكلمة ذات الأصل العربي، والتي من بينها كلمة هدية ( Hadiye ) ذات الأصل العربي، وتحويلها إلى كلمة تركية آرمان ( armağan )، أما كلمة قلم ذات الأصل العربي، فوجدوا 6 كلمات بديلة بالتركية ( yağuş، yazgaç، çizgiç، kavrı، yuvuş، kamış )، ولهذا بقيت الكلمة كما هي.
وبرغم من عملية تطهير التركية من الكلمات الأجنبية العديدة، إلا أنها لم تنجح بالتخلص من المفردات العربية والفارسية، وبقيت 5000 كلمة عربية إلى يومنا هذا، وبقيت المفردات والمصطلحات الفرنسية والإيطالية كما هي، وعلاوة على ذلك تم إضافة كلمات إنجليزية متعددة أثناء فترة الحرب الباردة، وما بعدها، مثل كلمة الإنترنت internet وكلمة فيديو Video وغيرها.